# Diodora viridula
Diodora viridula là một loài ốc biển, là động vật thân mềm chân bụng sống ở biển thuộc họ Fissurellidae.